# Oscar/Bestes Make-up und beste Frisuren
Mit dem Oscar für das beste Make-up werden die Maskenbildner eines Films geehrt. Der Preis wird in dieser Kategorie seit 1982 verliehen, nachdem nach der Oscarverleihung 1981 zahlreiche Beschwerden bei der Academy eingegangen waren, dass Christopher Tuckers aufwendiges Make-up des Elefantenmenschen nicht durch eine Auszeichnung gewürdigt wurde.
2012 wurde die Kategorie um beste Frisuren erweitert. So werden ab der Oscarverleihung 2013 auch erstmals Haarstylisten in dieser Kategorie nominiert und prämiert.
| Am häufigsten honorierter Maskenbildner          | Rick Baker (7 Siege)                                                      |
| Am häufigsten nominierter Maskenbildner          | Rick Baker (11 Nominierungen)                                             |
| Am häufigsten nominierte Maskenbildner ohne Sieg | Edouard F. Henriques, Aldo Signoretti und Martin Samuel (3 Nominierungen) |

In unten stehender Tabelle sind die Preisträger nach dem Jahr der Verleihung gelistet.

## 1982–1990
| Jahr | Preisträger                              | für den Film                             | Nominierungen |
| 1982 | Rick Baker                               | American Werewolf                        | Stan Winston für Herzquietschen |
| 1983 | Sarah Monzani Michèle Burke              | Am Anfang war das Feuer                  | Tom Smith für Gandhi |
| 1984 | Preis in dieser Kategorie nicht vergeben | Preis in dieser Kategorie nicht vergeben | Preis in dieser Kategorie nicht vergeben |
| 1985 | Paul LeBlanc Dick Smith                  | Amadeus                                  | Rick Baker und Paul Engelen für Greystoke – Die Legende von Tarzan, Herr der Affen Michael Westmore für 2010: Das Jahr, in dem wir Kontakt aufnehmen |
| 1986 | Michael Westmore Zoltan Elek             | Die Maske                                | Ken Chase für Die Farbe Lila Carl Fullerton für Remo – unbewaffnet und gefährlich                                                                    |
| 1987 | Chris Walas Stephan Dupuis               | Die Fliege                               | Rob Bottin und Peter Robb-King für Legende Michael Westmore und Michèle Burke für Ayla und der Clan des Bären                                        |
| 1988 | Rick Baker                               | Bigfoot und die Hendersons               | Robert Laden für Happy New Year |
| 1989 | Ve Neill Steve LaPorte Robert Short      | Beetlejuice                              | Rick Baker für Der Prinz aus Zamunda Thomas R. Burman und Bari Dreiband-Burman für Die Geister, die ich rief …                                       |
| 1990 | Manlio Rocchetti Lynn Barber Kevin Haney | Miss Daisy und ihr Chauffeur             | Dick Smith, Ken Diaz und Greg Nelson für Dad Maggie Weston und Fabrizio Sforza für Die Abenteuer des Baron Münchhausen                               |

## 1991–2000
| Jahr | Preisträger                                 | für den Film                                  | Nominierungen |
| 1991 | John Caglione Jr. Doug Drexler              | Dick Tracy                                    | Michèle Burke und Jean-Pierre Eychenne für Cyrano von Bergerac Ve Neill und Stan Winston für Edward mit den Scherenhänden                                 |
| 1992 | Stan Winston Jeff Dawn                      | Terminator 2 – Tag der Abrechnung             | Michael Mills, Ed French und Richard Snell für Star Trek VI: Das unentdeckte Land Christina Smith, Monty Westmore und Greg Cannom für Hook                |
| 1993 | Greg Cannom Michèle Burke Matthew W. Mungle | Bram Stoker’s Dracula                         | Ve Neill, Greg Cannom und John Blake für Jimmy Hoffa Ve Neill, Ronnie Specter und Stan Winston für Batmans Rückkehr                                       |
| 1994 | Greg Cannom Ve Neill Yolanda Toussieng      | Mrs. Doubtfire – Das stachelige Kindermädchen | Carl Fullerton und Alan D’Angerio für Philadelphia Christina Smith, Matthew Mungle und Judith A. Cory für Schindlers Liste                                |
| 1995 | Rick Baker Ve Neill Yolanda Toussieng       | Ed Wood                                       | Daniel Parker, Paul Engelen und Carol Hemming für Mary Shelley’s Frankenstein Daniel C. Striepeke, Hallie D’Amore und Judith A. Cory für Forrest Gump     |
| 1996 | Peter Frampton Paul Pattison Lois Burwell   | Braveheart                                    | Greg Cannom, Robert Laden und Colleen Callaghan für Familien-Bande Ken Diaz und Mark Sanchez für Meine Familie                                            |
| 1997 | Rick Baker David LeRoy Anderson             | Der verrückte Professor                       | Matthew W. Mungle und Deborah La Mia Denaver für Das Attentat Michael Westmore, Scott Wheeler und Jake Garber für Star Trek: Der erste Kontakt            |
| 1998 | Rick Baker David LeRoy Anderson             | Men in Black                                  | Tina Earnshaw, Greg Cannom und Simon Thompson für Titanic Lisa Westcott, Veronica Brebner und Beverley Binda für Ihre Majestät Mrs. Brown                 |
| 1999 | Jenny Shircore                              | Elizabeth                                     | Lois Burwell, Conor O’Sullivan und Daniel C. Striepeke für Der Soldat James Ryan Lisa Westcott und Veronica Brebner für Shakespeare in Love               |
| 2000 | Christine Blundell Trefor Proud             | Topsy-Turvy – Auf den Kopf gestellt           | Rick Baker für Lebenslänglich Michèle Burke und Mike Smithson für Austin Powers – Spion in geheimer Missionarsstellung Greg Cannom für Der 200 Jahre Mann |

## 2001–2010
| Jahr | Preisträger                          | für den Film                                   | Nominierungen |
| 2001 | Rick Baker Gail Rowell-Ryan          | Der Grinch                                     | Ann Buchanan und Amber Sibley für Shadow of the Vampire Michèle Burke und Edouard F. Henriques für The Cell                                |
| 2002 | Peter Owen Richard Taylor            | Der Herr der Ringe: Die Gefährten              | Greg Cannom und Colleen Callaghan für A Beautiful Mind – Genie und Wahnsinn Maurizio Silvi und Aldo Signoretti für Moulin Rouge            |
| 2003 | John E. Jackson Beatrice De Alba     | Frida                                          | John M. Elliott Jr. und Barbara Lorenz für The Time Machine                                                                                |
| 2004 | Richard Taylor Peter Swords King     | Der Herr der Ringe: Die Rückkehr des Königs    | Edouard F. Henriques und Yolanda Toussieng für Master & Commander – Bis ans Ende der Welt Ve Neill und Martin Samuel für Fluch der Karibik |
| 2005 | Valli O’Reilly Bill Corso            | Lemony Snicket – Rätselhafte Ereignisse        | Jo Allen und Manolo García für Das Meer in mir Keith VanderLaan und Christien Tinsley für Die Passion Christi                              |
| 2006 | Howard Berger Tami Lane              | Die Chroniken von Narnia: Der König von Narnia | David LeRoy Anderson und Lance Anderson für Das Comeback Dave Elsey und Nikki Gooley für Star Wars: Episode III – Die Rache der Sith       |
| 2007 | David Martí Montse Ribé              | Pans Labyrinth                                 | Aldo Signoretti und Vittorio Sodano für Apocalypto Kazuhiro Tsuji und Bill Corso für Klick                                                 |
| 2008 | Didier Lavergne Jan Archibald        | La vie en rose                                 | Rick Baker und Kazuhiro Tsuji für Norbit Ve Neill und Martin Samuel für Pirates of the Caribbean – Am Ende der Welt                        |
| 2009 | Greg Cannom                          | Der seltsame Fall des Benjamin Button          | John Caglione junior und Conor O’Sullivan für The Dark Knight Mike Elizalde und Thomas Floutz für Hellboy – Die goldene Armee              |
| 2010 | Barney Burman Mindy Hall Joel Harlow | Star Trek                                      | Aldo Signoretti und Vittorio Sodano für Il Divo Jon Henry Gordon und Jenny Shircore für Victoria, die junge Königin                        |

## 2011–2020
| Jahr | Preisträger                                                | für den Film                        | Nominierungen |
| 2011 | Rick Baker Dave Elsey                                      | Wolfman                             | Adrien Morot für Barney’s Version Edouard F. Henriques, Greg Funk und Yolanda Toussieng für The Way Back – Der lange Weg                                                                                    |
| 2012 | Mark Coulier J. Roy Helland                                | Die Eiserne Lady                    | Martial Corneville, Lynn Johnston und Matthew W. Mungle für Albert Nobbs Nick Dudman, Amanda Knight und Lisa Tomblin für Harry Potter und die Heiligtümer des Todes – Teil 2                                |
| 2013 | Lisa Westcott Julie Dartnell                               | Les Misérables                      | Howard Berger, Peter Montagna und Martin Samuel für Hitchcock Peter Swords King, Rick Findlater und Tami Lane für Der Hobbit: Eine unerwartete Reise                                                        |
| 2014 | Adruitha Lee Robin Mathews                                 | Dallas Buyers Club                  | Stephen Prouty für Jackass: Bad Grandpa Joel Harlow und Gloria Pasqua-Casny für Lone Ranger |
| 2015 | Frances Hannon Mark Coulier                                | Grand Budapest Hotel                | Bill Corso und Dennis Liddiard für Foxcatcher Elizabeth Yianni-Georgiou und David White für Guardians of the Galaxy                                                                                         |
| 2016 | Lesley Vanderwalt Elka Wardega Damian Martin               | Mad Max: Fury Road                  | Eva von Bahr und Love Larson für Der Hundertjährige, der aus dem Fenster stieg und verschwand Siân Grigg, Duncan Jarman und Robert Pandini für The Revenant – Der Rückkehrer                                |
| 2017 | Alessandro Bertolazzi Giorgio Gregorini Christopher Nelson | Suicide Squad                       | Eva von Bahr und Love Larson für Ein Mann namens Ove Joel Harlow und Richard Alonzo für Star Trek Beyond |
| 2018 | Kazuhiro Tsuji David Malinowski Lucy Sibbick               | Die dunkelste Stunde                | Daniel Phillips und Loulia Sheppard für Victoria & Abdul Arjen Tuiten für Wunder |
| 2019 | Greg Cannom Kate Biscoe Patricia DeHaney                   | Vice – Der zweite Mann              | Göran Lundström und Pamela Goldammer für Border Jenny Shircore, Marc Pilcher und Jessica Brooks für Maria Stuart, Königin von Schottland                                                                    |
| 2020 | Vivian Baker Kazuhiro Tsuji Anne Morgan                    | Bombshell – Das Ende des Schweigens | Nicole Ledermann und Kay Georgiou für Joker Jeremy Woodhead für Judy Paul Gooch, Arjen Tuiten und David White für Maleficent: Mächte der Finsternis Tristan Versluis, Naomi Donne und Rebecca Cole für 1917 |

## 2021–2030
| Jahr | Preisträger                                                | für den Film             | Nominierungen |
| ---- | ---------------------------------------------------------- | ------------------------ | --- |
| 2021 | Sergio Lopez-Rivera Mia Neal Jamika Wilson                 | Ma Rainey’s Black Bottom | Mark Coulier, Dalia Colli und Francesco Pegoretti für Pinocchio Eryn Krueger Mekash, Matthew Mungle und Patricia Dehaney für Hillbilly-Elegie Marese Langan, Laura Allen und Claudia Stolze für Emma Gigi Williams, Kimberley Spiteri und Colleen LaBaff für Mank                             |
| 2022 | Linda Dowds Stephanie Ingram Justin Raleigh                | The Eyes of Tammy Faye   | Carla Farmer, Mike Marino und Stacey Morris für Der Prinz aus Zamunda 2 Naomi Donne, Nadia Stacey und Julia Vernon für Cruella Eva von Bahr, Donald Mowat und Love Larson für Dune Frederic Aspiras, Anna-Carin Lock und Göran Lundström für House of Gucci                                   |
| 2023 | Annemarie Bradley Judy Chin Adrien Morot                   | The Whale                | Jason Baird, Mark Coulier, Aldo Signoretti für Elvis Naomi Donne, Mike Marino, Mike Fontaine für The Batman Camille Friend, Joel Harlow für Black Panther: Wakanda Forever Heike Merker, Linda Eisenhamerová für Im Westen nichts Neues                                                       |
| 2024 | Mark Coulier Nadia Stacey Josh Weston                      | Poor Things              | Luisa Abel für Oppenheimer Suzi Battersby, Ashra Kelly-Blue und Karen Hartley Thomas für Golda – Israels Eiserne Lady Kay Georgiou, Lori McCoy-Bell und Kazuhiro Tsuji für Maestro Ana López-Puigcerver, David Martí und Montse Ribé für Die Schneegesellschaft                               |
| 2025 | Stéphanie Guillon Pierre-Olivier Persin Marilyne Scarselli | The Substance            | Laura Blount, Frances Hannon und Sarah Nuth für Wicked Julia Floch Carbonel, Emmanuel Janvier und Jean-Christophe Spadaccini für Emilia Pérez Crystal Jurado, Mike Marino und David Presto für A Different Man Traci Loader, Suzanne Stokes-Munton und David White für Nosferatu – Der Untote |